# Predavac
Predavac är en ort i Kroatien.   Den ligger i länet Bjelovar-Bilogoras län, i den nordöstra delen av landet, 60 km öster om huvudstaden Zagreb. Predavac ligger 121 meter över havet och antalet invånare är 1 302.
Terrängen runt Predavac är platt. Runt Predavac är det glesbefolkat, med 20 invånare per kvadratkilometer. Närmaste större samhälle är Bjelovar, 6,5 km sydost om Predavac. Trakten runt Predavac består till största delen av jordbruksmark.